# Brun såghornsbagge
Brun såghornsbagge, Calopus serraticornis är en skalbaggsart som först beskrevs av Carl von Linné 1758.  Brun såghornsbagge ingår i släktet Calopus, och familjen blombaggar, Oedemeridae. Arten är reproducerande i Sverige.

## Bildgalleri

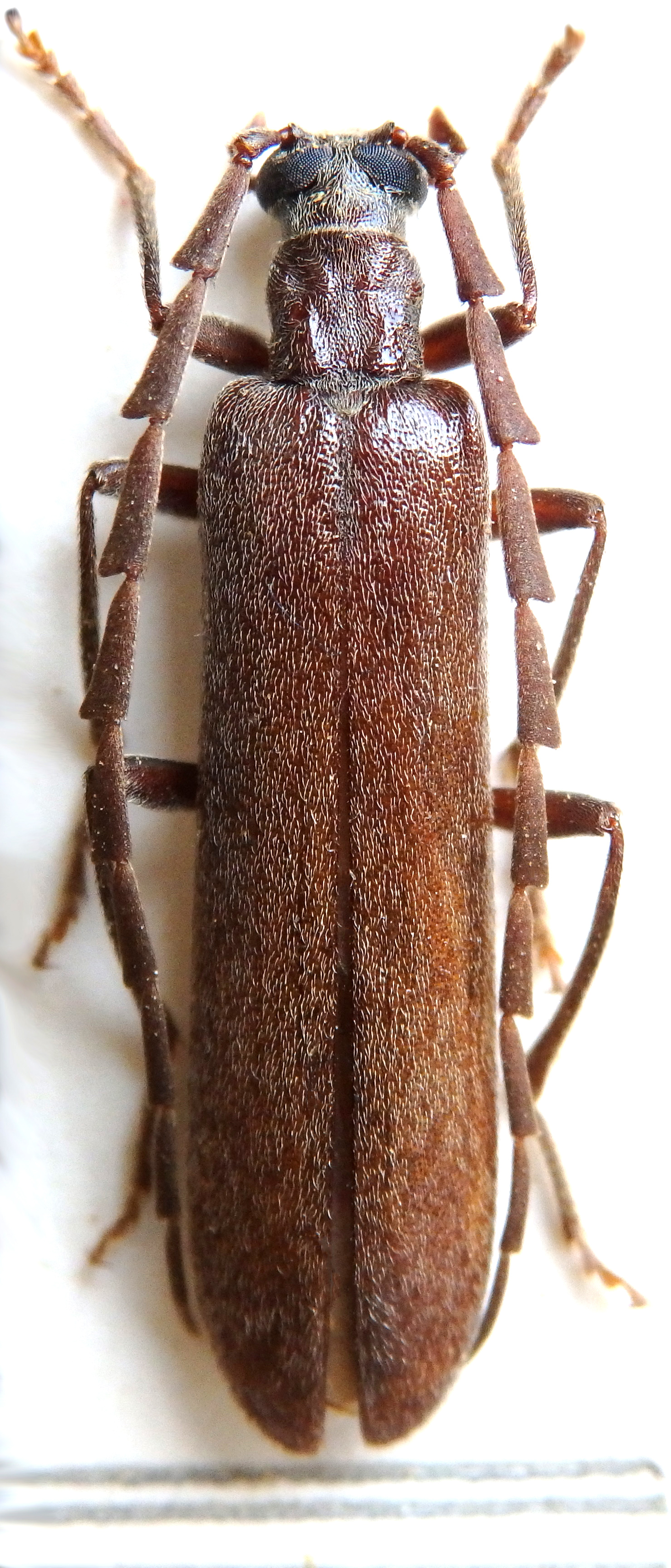
Imago skalbagge